# Perlglanzspanner

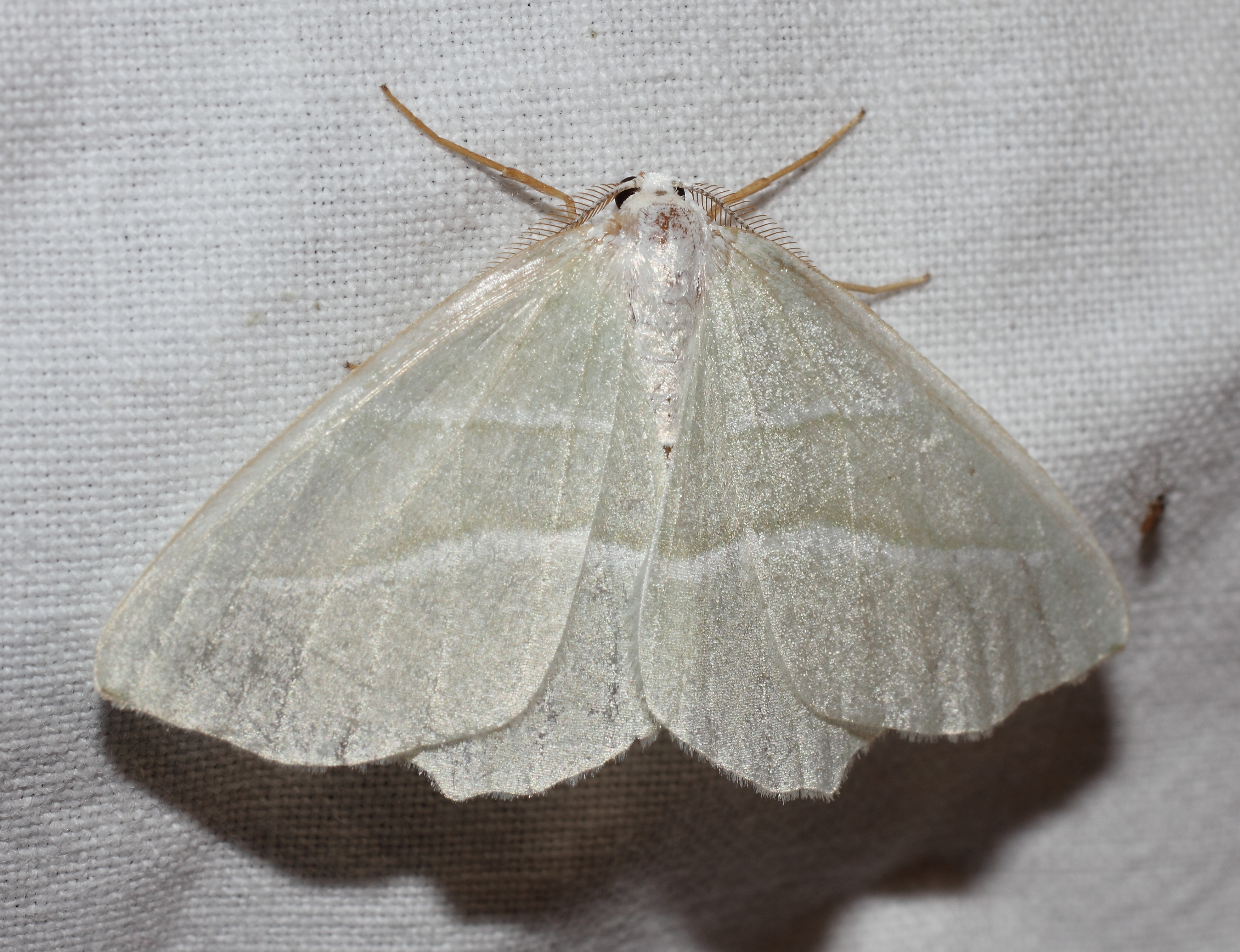
Männchen mit gefiederten Fühlern

Der Perlglanzspanner (Campaea margaritaria), auch als Silberblatt bezeichnet, ist ein mittelgroßer Schmetterling (Nachtfalter) der Familie der Spanner (Geometridae). Seinen deutschen Artnamen und auch seinen englischen Artnamen ("Light Emerald") hat der Perlglanzspanner seiner hellsmaragdgrünen Färbung zu verdanken.

## Beschreibung
Frische Imagines haben hellgrüne Flügel mit fast geraden grünweißen Querlinien, je zwei auf den Vorderflügeln und je eine auf den Hinterflügeln. Wie bei den meisten Spannern mit grüner Flügelfarbe verblasst diese auch beim Perlglanzspanner mit der Zeit, teilweise so weit, dass einige ältere Individuen beinahe reinweiß erscheinen. Die Querlinien auf den Vorderflügeln sind dann manchmal nicht mehr zu erkennen. Die Flügelspannweite beträgt 30 bis 40 Millimeter, wobei die weiblichen Tiere in der Regel deutlich größer sind als die Männchen. Die Fühler der Männchen sind gefiedert, die der Weibchen fadenförmig. Vom ruhenden Tier werden sie unter die Flügel gelegt.
Der Perlglanzspanner kann mit keinem weiteren Vertreter der Gattung Campaea verwechselt werden. Die nearktische Campaea perlata ist dem Perlglanzspanner sehr ähnlich, aber etwas kleiner und meist dunkler gefärbt. Die Querstreifen auf den Flügeln sind bei Campaea perlata stärker geschwungen. Da sie in der Paläarktis nicht vorkommt, besteht keine Verwechslungsgefahr.

## Larvalentwicklung
Die ersten Eier werden im Mai gelegt. Kurz darauf schlüpfen die Raupen. Die grünlichbraunen oder gräulichbraunen Raupen fressen an verschiedenen Laubbäumen, wie zum Beispiel Apfelbäume, Birken, Buchen, Ulmen, Weißdorn, Hasel, Eichen und diversen Prunus-Arten. Sie wachsen schnell und werden 35 bis 40 Millimeter lang. Die Raupen sind fast vollständig unbehaart. Lediglich in der Nähe der Beine befinden sich einige Haare. Die Art überwintert als Larve. Die überwinternden Larven ernähren sich im Winter von weichen Rindenbestandteilen ihrer Futterbäume und sind daher häufig in exponierter Position an der Spitze von Zweigen ihrer Futterbäume zu finden. Farblich und strukturell ähnelt ihre Haut der Rinde. Einige Raupen verpuppen sich bereits im Sommer und bilden eine zweite Generation, die nach einer rund einmonatigen Metamorphose von Juli bis Oktober fliegt.

## Flugzeit
Die nachtaktiven Tiere fliegen in zwei Generationen in der Zeit zwischen Mai und Oktober und werden von Licht angezogen. Die Entwicklung der zweiten Generation ist klimaabhängig und kommt in Nordeuropa und in den Mittelgebirgen nicht zustande.

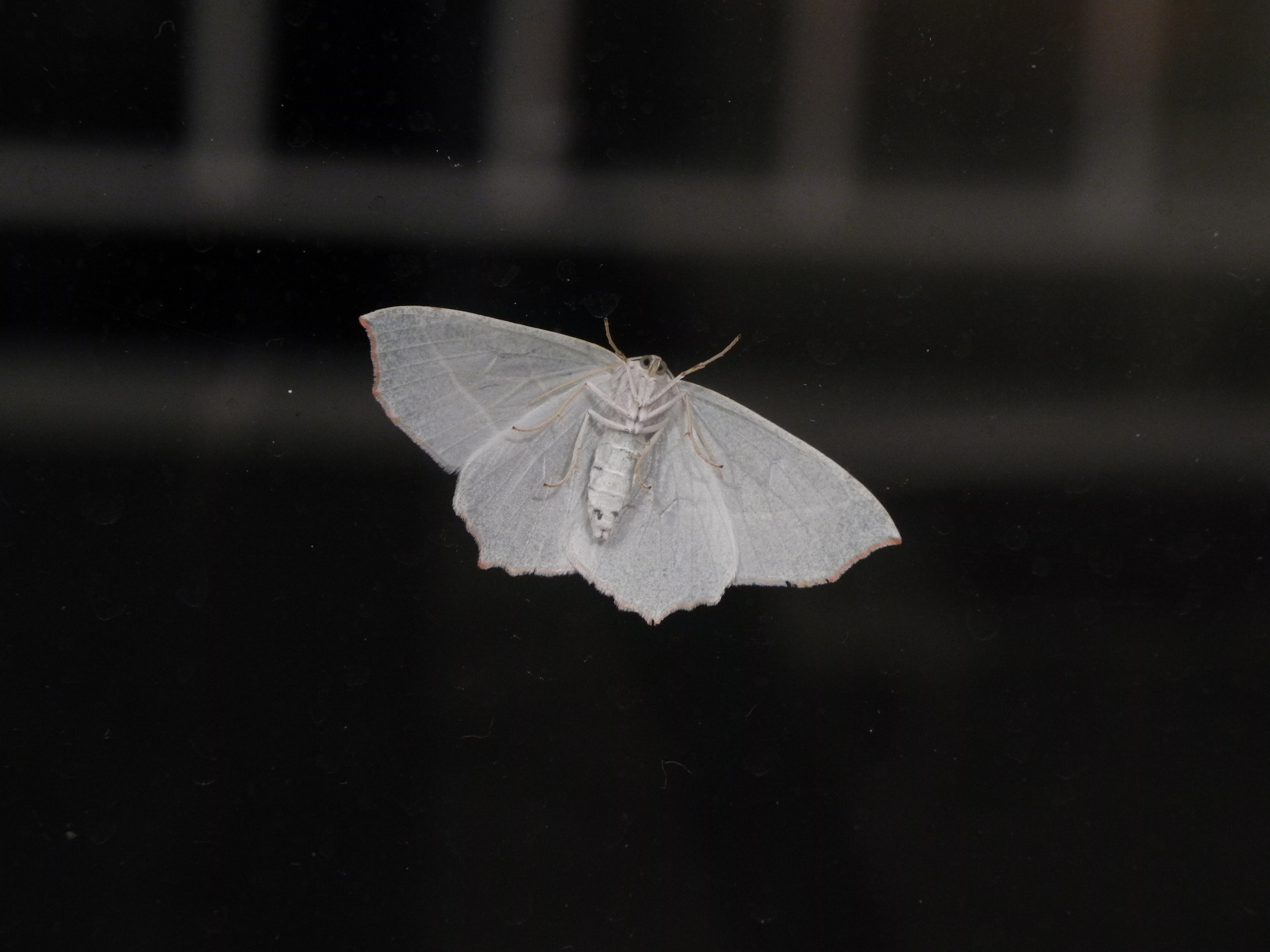
Die Unterseite eines Perlglanzspanners ist weiß.

## Lebensraum
Da die Raupen des Perlglanzspanners an verschiedenen Laubbäumen fressen, sind sie in Habitaten wie Mischwäldern, Parks und großen Gärten zu finden.

## Verbreitung
Das Verbreitungsgebiet des Perlglanzspanners erstreckt sich über Europa, Nordafrika und den Nahen Osten.

## Nachweise